# Ochthebius mexcavatus
Ochthebius mexcavatus är en skalbaggsart som beskrevs av Perkins 1980. Ochthebius mexcavatus ingår i släktet Ochthebius och familjen vattenbrynsbaggar. Inga underarter finns listade i Catalogue of Life.